# Dorylus gribodoi
Dorylus gribodoi é uma espécie de formiga do gênero Dorylus.